# Batchprogram
Et batchprogram er et computerprogram, der ikke interagerer med brugeren (dog evt. med en operatør) og normalt håndterer større mængder stort set ens data. Det er en modsætning til et interaktivt program.

## Betydning
Batchkørsel betyder, at en samling data (et register eller en fil) køres igennem fra ende til anden af et program og dataene behandles gruppevis (der sker stort set det samme med dem). Det betegnes også gruppekørsel på dansk. Behandlingen foregår uden megen kommunikation med operatøren, der dog kan få oplysninger om, hvor langt programmet er kommet og blive anmodet om handling, hvis der f.eks. skal skiftes magnetbånd eller håndteres fejlsituationer.

## Anvendelser
Batchprogrammer anvendes især på store datainstallationer, hvor man periodisk laver kørsel på ens data. Det kan være en månedlig lønkørsel, hvor der beregnes løn og udskrives lønsedler for alle ansatte, eller f.eks. skattevæsnets udregning af årsopgørelser. 
Man kan også på en pc gennemføre f.eks. den samme ændring af et antal billedfiler ved at køre billedbehandlingsprogrammet i batchmode. 